# Michealene Risley
Michealene Cristini Risley es una escritora, cineasta y activista por los derechos humanos estadounidense.

## Biografía

### Primeros años
Risley nació y se crio en Clawson, Michigan antes de pasar su adolescencia en Troy. Se graduó en la Escuela Secundaria Bishop Foley en 1978 y luego en la Universidad Estatal de Míchigan con una licenciatura en Telecomunicaciones. Pasó varios años en Hollywood trabajando para empresas como Disney, Amblin y Mattel.

### Carrera
Risley es conocida por su reciente trabajo como escritora, productora y directora de la película Tapestries of Hope, que sigue la vida de la activista social Betty Makoni en sus esfuerzos por ayudar a las jóvenes víctimas de abusos sexuales en Zimbabue a través de su fundación Girl Child Network. Risley fue encarcelada y luego deportada a Sudáfrica por el gobierno de Zimbabue por las imágenes que filmó durante el tiempo que estuvo con Makoni en el país africano. Luego de su regreso a los Estados Unidos, Risley se convirtió en una parte importante del impulso para la aprobación de la Ley Internacional sobre la Violencia contra la Mujer al realizar constante activismo con su película, la cual se estrenó en septiembre de 2010 en más de 105 cines de todo el país americano.
Tras su experiencia como directora de entretenimiento de la compañía de videojuegos SEGA, en el año 2000 fue nombrada vicepresidente de producción, desarrollo y productos de consumo de Marvel Comics. En 2003 fundó Fresh Water Haven, una organización que produce, desarrolla y lleva al mercado películas, documentales y libros con el objetivo de concienciar sobre los problemas mundiales que necesitan una reforma. En 2003 escribió, dirigió y produjo Flashcards, un cortometraje sobre el abuso sexual infantil que ganó numerosos premios y se emitió en PBS en todo el país.
Risley fue coautora del libro superventas This Is Not the Life I Ordered junto con Deborah Collins Stephens, Jan Yanehiro y Jackie Speier.

## Premios y reconocimientos
- 2010 - Premio Silicon Valley Women of Influence
- 2010 - Festival de Cine de Mónaco - Mención especial
- 2009 - Finder Series - The Director's Guild of America
- 2009 - Mejor Documental - The Women in Film & Television Symposium
- 2009 - Mejor Director - The Women in Film & Television Symposium
- 2009 - Premio Aloha - Festival Internacional de Cine de Honolulu
- 2009 - Premio al Mérito - Accolade Film Awards
- 2009 - Mejor Documental - Festival Internacional de Cine de Louisville
- 2009 - Premio a la Excelencia - The Indie Fest